# Ghiraur
Ghiraur is een nagar panchayat (plaats) in het district Mainpuri van de Indiase staat Uttar Pradesh. 

## Demografie
Volgens de Indiase volkstelling van 2001 wonen er 12.108 mensen in Ghiraur, waarvan 53% mannelijk en 47% vrouwelijk is. De plaats heeft een alfabetiseringsgraad van 54%. 